# Heim András
Heim András János (Kolozsvár, 1946. szeptember 18. – Kolozsvár, 2020. június 1.) erdélyi magyar grafikus, festő, műszaki szerkesztő.

## Életpályája
1968–1974 között a kolozsvári Ion Andreescu Képzőművészeti Főiskola hallgatója volt. 1974–1978 rajztanár Mazőpagocsán, 1978–1990 nyomdász, kéziszedő a kolozsvári állami nyomdában, majd 1990-től 2006-os nyugdíjazásáig a Korunk folyóirat műszaki szerkesztője. 1997-től a kolozsvári Korunk Galéria kiállításainak szervezője.
2011-ben a Magyar Köztársasági Érdemrend lovagkeresztjével tüntették ki.

## Munkássága
Grafikái geometrikus szerkesztésű művek. Mestere Miklóssy Gábor festő volt, akitől azonban merőben eltér a művészete. 1999-ben megjelent Építem a rendet (Komp-Press Kiadó, Kolozsvár) című esszékötete, amelyet saját grafikáival illusztrált. Ez a könyv  hű tükre művészi krédójának. 1997-től a Korunk Galéria kiállításainak szakavatott szervezője volt. 

### Egyéni kiállítások
Heim András
- 1976 • Tribuna Galéria, Kolozsvár
- 1980 • Korunk Galéria, Kolozsvár
- 1980 • Klub Galéria, Kolozsvár
- 1984 • Korunk Galéria, Kolozsvár
- 1987 • Nagybánya
- 1997 • Kulturális Központ, Hévíz
- 1999 • Korunk Galéria, Kolozsvár
- 2001 • Korunk Galéria, Kolozsvár
- 2003 • Korunk Galéria, Kolozsvár
- 2003 • Képzőművészeti Szövetség kiállítóterme, Kolozsvár
- 2005 • Korunk Galéria, Kolozsvár
- 2006 • Korunk Galéria, Kolozsvár
- 2009 • Retrospektív kiállítás, Művészeti Múzeum, Kolozsvár

### Csoportos kiállítások (válogatás)
- 2000 • Miklóssy Gábor és növendékei, Vigadó Galéria, Budapest
- 2001 • Kolozsvári képzőművészek tárlata, Művelődési Ház, Csíkszereda
- 2005 • József Attila emlékkiállítás, Korunk Galéria, Kolozsvár
- 2010 • Téli Szalon, Kolozsvár
- 2011 • Válogatás a kolozsvári grafikából. 1960-1980, Quadro Galéria, Kolozsvár
- 2011 • A Képzőművészeti Szövetség éves kiállítása, Művészeti Múzeum, Kolozsvár